# 结构基因
结构基因（英語：structural gene）是指基因编码的产物为调节因子（调控基因）以外的蛋白质的基因，可以用于编码结构蛋白、酶或不涉及调控的非编码RNA。
这些基因对细胞的形态和功能特征非常重要。在真核生物中，这些基因是以片段化的形式存在，即分为外显子和内含子。但在原核生物中，这些基因是连续的，甚至几个功能相关的基因与调控基因组成一个操纵組来共同转录。
如在乳糖操纵組中，结构基因编码的就是与乳糖代谢有关的酶，这三个结构基因是：
- Lac Z 基因编码β-半乳糖苷酶；

- Lac Y 基因编码β-半乳糖苷透性酶；

- Lac A 基因编码β-半乳糖苷乙酰基转移酶。